# Klima
Das Klima ist der mit meteorologischen Methoden ermittelte Durchschnitt der dynamischen Prozesse in der Erdatmosphäre: als Zusammenfassung der Wettererscheinungen kleinräumiger Örtlichkeiten (Meso- beziehungsweise Regionalklima) oder bezogen auf kontinentale Dimensionen (Makroklima), einschließlich aller Schwankungen im Jahresverlauf und basierend auf einer Vielzahl von Klimaelementen. Die klimatischen Bedingungen werden nicht nur von der Sonneneinstrahlung sowie den physikalischen und chemischen Abläufen innerhalb der Atmosphäre gesteuert, sondern zusätzlich von den Einflüssen und Wechselwirkungen der anderen vier Erdsphären (Hydrosphäre, Kryosphäre, Biosphäre und Lithosphäre). Um neben allen anderen Witterungsvorgängen auch den Temperaturverlauf in einem statistisch relevanten Zeitrahmen mit ausreichender Genauigkeit darzustellen, empfiehlt die Weltorganisation für Meteorologie (WMO) die Verwendung von Referenzperioden (auch Normalperioden oder CLINO-Perioden), in denen die Monatsmittelwerte als Zeitreihe über 30 Jahre in einem Datensatz zusammengefasst werden. Bis einschließlich 2020 war die Referenzperiode der Jahre 1961 bis 1990 der gültige und allgemein gebräuchliche Vergleichsmaßstab. Dieser wurde mit Beginn des Jahres 2021 von der neuen Normalperiode 1991 bis 2020 abgelöst.
Die Gesetzmäßigkeiten des Klimas, seine Komponenten, Prozesse und Einflussfaktoren sowie seine mögliche künftige Entwicklung sind Forschungsgegenstand der Klimatologie. Als interdisziplinär geprägte Wissenschaft kooperiert die Klimatologie unter anderem mit Fachgebieten wie der Physik, Meteorologie, Geographie, Geologie und Ozeanographie und verwendet zum Teil deren Methoden beziehungsweise Nachweisverfahren.
Die Paläoklimatologie ist ein bedeutender Teilbereich sowohl der Klimatologie als auch der Historischen Geologie. Ihre Aufgabe besteht darin, anhand von Isotopenuntersuchungen und Datenreihen aus Klimaarchiven und indirekten Klimaanzeigern (Proxys) die klimatischen Bedingungen über historische oder geologische Zeiträume in Form einer Klimageschichte zu rekonstruieren und die Mechanismen vergangener Klimawandel-Ereignisse zu entschlüsseln, wie zum Beispiel den Einfluss der sich periodisch verändernden Sonneneinstrahlung aufgrund der Milanković-Zyklen auf das Erdsystem.
Obwohl das Klima heute das am genauesten untersuchte natürliche System darstellt, unterliegt der Klimabegriff aufgrund seiner globalen Komplexität zahlreichen Vereinfachungen, Vereinheitlichungen und Vergröberungen in den Modellen, die zu erheblichen Abweichungen bei den realen Verhältnissen an einem konkreten Ort führen können.

## Begriff

### Definition
Je nach Entwicklungsstand und Schwerpunkt der Klimaforschung gab und gibt es verschiedene Definitionen. Das Intergovernmental Panel on Climate Change (IPCC) arbeitet auf Grundlage einer weiten Begriffsbestimmung:

„Klima im engeren Sinne ist normalerweise definiert als das durchschnittliche Wetter, oder genauer als die statistische Beschreibung in Form von Durchschnitt und Variabilität relevanter Größen über eine Zeitspanne im Bereich von Monaten bis zu Tausenden oder Millionen von Jahren. Der klassische Zeitraum zur Mittelung dieser Variablen sind 30 Jahre, wie von der Weltorganisation für Meteorologie definiert. Die relevanten Größen sind zumeist Oberflächenvariablen wie Temperatur, Niederschlag und Wind. Klima im weiteren Sinne ist der Zustand, einschließlich einer statistischen Beschreibung, des Klimasystems.“

Diese Definition des IPCC umfasst eine tiefenzeitliche Perspektive und nimmt neben der Atmosphäre noch weitere Subsysteme (Erdsphären) mit in den Blick. Sie spiegelt die Entwicklung seit der zweiten Hälfte des 20. Jahrhunderts, in der die interdisziplinäre Erforschung der Klimadynamik, einschließlich ihrer Ursachen, möglich wurde und in den Vordergrund des Interesses rückte. Damit gewann die zeitliche gegenüber der regionalen Dimension an Bedeutung.
Der Deutsche Wetterdienst (DWD) definiert Klima enger, mit räumlichem Bezug und auf einer Zeitskala von Jahrzehnten:

„Das Klima ist definiert als die Zusammenfassung der Wettererscheinungen, die den mittleren Zustand der Atmosphäre an einem bestimmten Ort oder in einem mehr oder weniger großen Gebiet charakterisieren.
Es wird repräsentiert durch die statistischen Gesamteigenschaften (Mittelwerte, Extremwerte, Häufigkeiten, Andauerwerte u. a.) über einen genügend langen Zeitraum. Im Allgemeinen wird ein Zeitraum von 30 Jahren zugrunde gelegt, die sog. Normalperiode, es sind aber durchaus auch kürzere Zeitabschnitte gebräuchlich.“

In der geographischen Klimatologie wurde Klima von Joachim Blüthgen in seiner Allgemeinen Klimageographie wie folgt definiert:

„Das geographische Klima ist die für einen Ort, eine Landschaft oder einen größeren Raum typische Zusammenfassung der erdnahen und die Erdoberfläche beeinflussenden atmosphärischen Zustände und Witterungsvorgänge während eines längeren Zeitraumes in charakteristischer Häufigkeitsverteilung.“

In der meteorologischen Klimatologie wird Klima nach Manfred Hendl wie folgt definiert:

„Klima ist die örtlich charakteristische Häufigkeitsverteilung atmosphärischer Zustände und Vorgänge während eines hinreichend langen Bezugszeitraums, der so zu wählen ist, dass die Häufigkeitsverteilung der atmosphärischen Zustände und Vorgänge den typischen Verhältnissen am Bezugsort gerecht wird.“

Die für die Klimatologie grundlegende Definition stammt vom Wiener Meteorologen Julius von Hann (1839–1921), der den Begriff verstand als „die Gesamtheit aller meteorologischen Erscheinungen, die den mittleren Zustand der Atmosphäre an irgendeiner Stelle der Erdoberfläche charakterisieren.“ (Handbuch der Klimatologie, 1883) Von Hann begründete damit die „Mittelwertsklimatologie“. Er griff in seiner Definition auf die das 19. Jahrhundert prägende, auf die menschliche Erfahrung eines Ortes zielende Definition Alexander von Humboldts zurück; dieser begriff Klima als „alle Veränderungen der Atmosphäre, die unsere Organe merklich afficieren“ (Kosmos Band I).

### Etymologie
Das Wort Klima (Plural: Klimate oder, näher am Griechischen, Klimata; selten (eingedeutscht) auch Klimas) ist eine Übernahme des altgriechischen Wortes κλίμα klíma, dessen erste Bedeutung (um 500 v. Chr.) in diesem Zusammenhang ‚Krümmung/Neigung [des Sonnenstandes]‘ war und zum Verb κλίνειν klínein, ‚neigen‘, ‚biegen‘, ‚krümmen‘, ‚anlehnen‘ gehört. Über das Spätlateinische clima (Verb: clinare, ‚beugen‘, ‚biegen‘, ‚neigen‘) kam der Begriff schließlich ins Deutsche.
Klima bezieht sich nicht auf die Ekliptik, also darauf, dass die Erdachse zur Ebene der Erdbahn gegenwärtig einen Neigungswinkel von ca. 23,5 Grad aufweist, sondern auf die Kugelform der Erde. Dies entspricht der Erfahrung, dass nur durch eine Fortbewegung in Nord-Süd-Richtung die Beobachtung anderer Himmelsgegenden möglich ist. Die entsprechende Eindeutschung ist das Kompositum „Himmelsstrich“, das jedoch nur noch die geographische Gegend und nicht mehr die zugehörige Witterung bezeichnet.
Im 20. Jahrhundert hat sich dabei das Begriffsverständnis von der Wettergesamtheit (E. E. Fedorov 1927) hin zur Synthese des Wetters (WMO 1979) entwickelt.

### Zeitliche Dimension

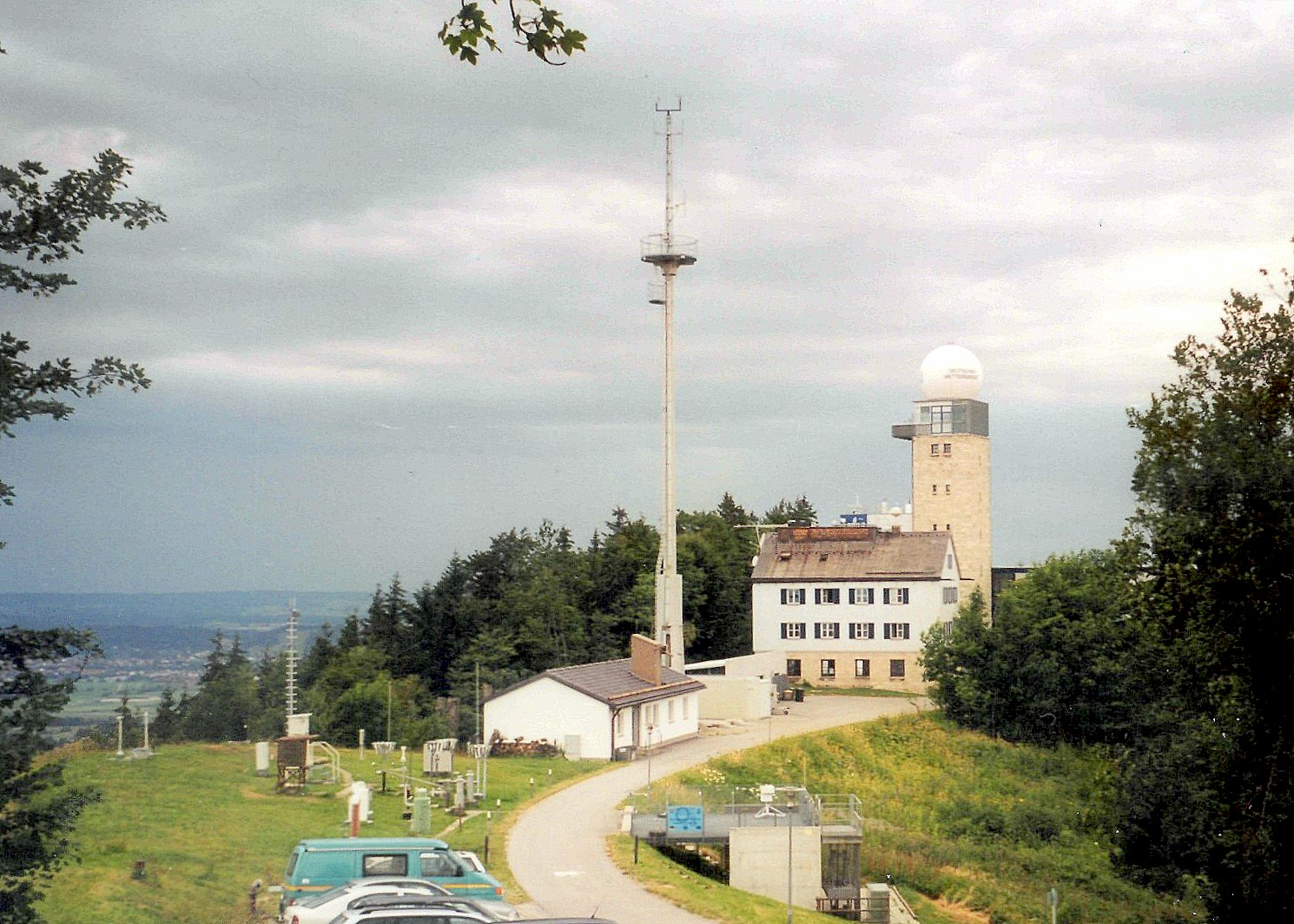
Meteorologisches Observatorium auf dem Hohen Peißenberg (Oberbayern), 977 Meter über Meereshöhe gelegen

Im Unterschied zu dem in einem bestimmten Gebiet auftretenden Wetter (Zeitrahmen: Stunden bis wenige Tage) und zur Witterung (Zeitrahmen: bis etwa eine Woche, seltener ein Monat oder eine Jahreszeit) werden in der Klimatologie fest definierte Zeiträume statistisch ausgewertet, vorwiegend in Bezug auf das 19. bis 21. Jahrhundert. Die Ausgangsbasis bildet dabei immer das Wettergeschehen einschließlich der meteorologisch erfassten Daten und Messwerte.
Die Weltorganisation für Meteorologie (WMO) empfiehlt in dem Zusammenhang sogenannte Klimanormalperioden mit einer Dauer von 30 Jahren. Bisheriger Standard war die Jahresreihe 1961–1990, die der üblichen Regelung entsprechend bis 2020 Gültigkeit hatte und nun durch 1991–2020 ersetzt wurde. Aus praktischen Erwägungen werden alternative Normalperioden ebenfalls benutzt. Um über ein möglichst zeitnahes Intervall zu verfügen, wurde von der österreichischen Zentralanstalt für Meteorologie und Geodynamik (ZAMG) häufig die Periode 1971–2000 herangezogen, auch im Hinblick auf die für die Alpenregion wichtigen Gletscherinventare. Zusätzlich empfiehlt die WMO ihren Mitgliedsorganisationen den Vergleichszeitraum 1981–2010, der parallel zur jeweils gültigen Referenzperiode herangezogen wird, unter anderem für MeteoSchweiz.
Daneben werden auch größere Zeiträume ausgewertet, wie die hundertjährige Säkularperiode 1851–1950, um auf diese Weise klimatische Anomalien und Trends in einem größeren zeitlichen Kontext darzustellen. Dieses Prinzip wird sowohl auf lokaler als auch auf landesweiter oder globaler Ebene angewendet. Der international anerkannte Index des Goddard Institute for Space Studies (GISS) und der NASA enthält die weltweiten Temperaturanomalien ab dem Jahr 1880 auf der Grundlage der Referenzperiode 1951–1980.
Bei Klimarekonstruktionen, die geologische Perioden und damit Zeiträume von Jahrmillionen umfassen, spielen Wettereinflüsse naturgemäß keine Rolle mehr. Stattdessen wird versucht, durch Auswertung von Sedimenten, tierischen und pflanzlichen Fossilien sowie durch Isotopenuntersuchungen eine Klimacharakteristik der jeweiligen Epochen zu erstellen, einschließlich kurzzeitiger Abkühlungs- oder Erwärmungsphasen. Durch die raschen Fortschritte der verschiedenen Analysetechniken werden auf diesem Sektor zunehmend präzisere Ergebnisse auch in der zeitlichen Auflösung erzielt.

### Räumliche Dimension
Der Begriff Klima wird häufig mit dem Weltklima beziehungsweise dem globalen Klima assoziiert. Jedoch ist die globale Temperaturentwicklung nicht repräsentativ für einzelne Regionen, die sogar über einen gewissen Zeitraum eine gegenläufige Tendenz aufweisen können. Ein Beispiel hierfür ist eine „cold blob“ genannte stabile Kälteblase im subpolaren Atlantik südlich von Grönland, die sich offenbar über Jahrzehnte entwickelt hat und die ihre Existenz möglicherweise umfangreichen Schmelzwassereinträgen des Grönländischen Eisschilds verdankt. Umgekehrt kann ein lokaler Rekordsommer in global ermittelten Datenreihen „verschwinden“.
Im Hinblick auf räumliche Dimensionen hat sich eine dreistufige Einteilung bewährt:
- Das Mikroklima umfasst einige Meter bis wenige Kilometer, wie eine Terrasse, eine Agrarfläche oder ein Straßenzug.
- Das Mesoklima bezieht sich auf Landstriche (zum Beispiel eine Bergkette) bis zu einigen hundert Kilometern Ausdehnung.
- Das Makroklima beschreibt kontinentale und globale Zusammenhänge.

Während beim Wetter eine enge Beziehung zwischen der räumlichen Dimension und der Ereignisdauer besteht, ist dieser Aspekt für klimatologische Analysen weniger relevant.

#### Mikroklima (oder Kleinklima)
Mikroklima bezeichnet das Klima im Bereich der bodennahen Luftschichten bis etwa zwei Meter Höhe oder das Klima, das sich in einem kleinen, klar umrissenen Bereich ausbildet (zum Beispiel an Hanglagen oder in einer urbanen Umgebung).
Das Mikroklima wird entscheidend durch die Oberflächenstruktur und die dort auftretende Bodenreibung des Windes geprägt. In diesem Umfeld treten schwächere Luftströmungen, aber größere Temperaturdifferenzen auf. Die Verschiedenheit der Böden, der Geländeformen und der Pflanzengesellschaft kann auf engem Raum große Klimagegensätze hervorrufen. Das Mikroklima ist besonders für niedrig wachsende Pflanzen von Bedeutung, da diese ihr klimaempfindlichstes Lebensstadium in der bodennahen Luftschicht durchlaufen, und spielt zum Beispiel bei den Eigenschaften einer Weinbergslage im Qualitätsweinbau eine wichtige Rolle.
Auch der Mensch ist dem Mikroklima direkt ausgesetzt. Besonders im Lebensraum einer Stadt weicht das Mikroklima durch unterschiedliche Baustoffe, architektonische Gestaltung, Sonneneinstrahlung oder Beschattung oftmals von den natürlichen Gegebenheiten ab und kann sich durch Eingriffe in die jeweilige Bausubstanz oder deren Umgebung rasch und nachhaltig ändern.

#### Mesoklima
Mesoklimate bestehen aus unterschiedlichen Einzelklimaten, die eine Ausdehnung zwischen einigen hundert Metern und wenigen hundert Kilometern besitzen, im Regelfall jedoch Areale im unteren Kilometerbereich umfassen. Aufgrund dieses breiten, aber lokalen Spektrums spielen hierbei viele Aspekte der angewandten Meteorologie und der Klimatologie eine große Rolle, beispielsweise das Stadtklima oder das Regenwaldklima. Generell werden alle Lokalklimate und Geländeklimate zu den Mesoklimaten gezählt, wie die Lokalklimate von Ökosystemen, wobei bei diesen der Übergang zu den Mikroklimaten fließend ist.

#### Regionalklima
Beim Regionalklima handelt es sich um das Klima einer Raumeinheit auf der Mesoskala. Dementsprechend weist es viele Gemeinsamkeiten mit dem Mesoklima auf. Das Regionalklima zeichnet sich dadurch aus, dass es vor allem von regionalen Gegebenheiten wie der Landnutzung abhängt. Darüber hinaus ist die regionale Geländeform ein wichtiger Einflussfaktor.
Da das Regionalklima besonders für forst- und landwirtschaftliche sowie infrastrukturelle Prozesse wichtig ist, werden hierzu regionalklimatische Karten benutzt. Normalerweise untersucht man Regionalklimate bezogen auf naturräumlich, verwaltungstechnisch oder landschaftlich abgegrenzte Gebietseinheiten.

#### Makroklima (oder Großklima)
Zu den Makroklimaten zählen großräumige atmosphärische Zirkulationsmuster, Meeresströmungen und Klimaregionen von mehr als 500 Kilometern Ausdehnung. Dazu gehören unter anderem die Strömungskombination der Thermohalinen Zirkulation, die vier der fünf Ozeane zu einem Wasserkreislauf vereint, sowie die periodisch auftretenden Effekte der Atlantischen Multidekaden-Oszillation. Auch die verschiedenen Windsysteme der Planetarischen Zirkulation, zum Beispiel der Monsun, der Passat oder die ozeanischen und atmosphärischen Rossby-Wellen, werden dem Makroklima zugeordnet, ebenso große Regionalklimate wie der Amazonas-Regenwald. Alle Makroklimate beeinflussen sich gegenseitig und bilden in ihrer Gesamtheit das globale Klimasystem.

#### Klimatyp
Abstrakte Zusammenfassungen der größtmöglichen Makroklimate auf verschiedenen Kontinenten – die sich in der Regel ungefähr über die gleichen Breitengrade bzw. Klimazonen erstrecken – werden als Klimatypen bezeichnet. So bilden etwa die Großklimate der immerfeuchten, heißen Regenwälder am Amazonas, am Kongo, in Südostasien und einigen anderen Gebieten insgesamt den Klimatyp der äquatorialen Regenwälder. Da die Vegetation der Erde in erster Linie vom Klima geprägt wird, dient die geographische Verteilung der realen  terrestrischen Pflanzenfomationen (Tundren, Wälder, Steppen usw.) als Maß für die Anwendbarkeit der Klimatypen-Modelle. Je größer die Übereinstimmung, desto besser das Modell.

## Klimazonen und Klimaklassifikation

Großklimate der Erde (effektive Klimaklassifikation nach Köppen-Geiger, vereinfachte Darstellung):
Tropisches Regenwaldklima
Savannenklima
Steppenklima
Wüstenklima
Etesienklima
Feuchtgemäßigtes Klima
Sinisches Klima
Feuchtkontinentales Klima
Transsibirisches Klima
Sommertrockenes Kaltklima
Tundrenklima
Eisklima

Klimazonen sind grundsätzlich die in Ost-West-Richtung um die Erde (geozonal) ausgedehnte Gebiete, die aufgrund unterschiedlicher Strahlungs- oder Wärmebilanzen je nach geographischer Breite voneinander abgegrenzt werden. Die auf diese Weise definierten solar-thermischen polaren, gemäßigten und subtropischen Zonen sowie eine tropische Zone werden häufig als Grundlage für Klimaklassifikationen verwendet, mit deren Hilfe die Klimazonen durch Regionen mit gleichartigen klimatischen Bedingungen weiter untergliedert werden. Obwohl die „Klimazonen“ aufgrund fehlender hygrischer Klimaelemente strenggenommen noch keine Klimate abbilden, werden die klassifizierten Klimaregionen, Klimagebiete, Klimatypen oder Klimate oftmals auch als Klimazonen bezeichnet.
Eine der bekanntesten Klassifikationen stammt von dem Geowissenschaftler Wladimir Köppen (1846–1940). Sein 1936 veröffentlichtes Werk Geographisches System der Klimate gilt als die erste objektive Klimaklassifizierung (siehe Abbildung rechts). Es erlangte vor allem durch Köppens Zusammenarbeit mit dem Klimatologen Rudolf Geiger weite Verbreitung und besitzt auch gegenwärtig noch große Bedeutung.
Ausdehnung, Struktur und Lage der Klimazonen und -regionen sind abhängig vom Zustand und den Schwankungen des weltweiten Klimas über unterschiedlich lange Zeiträume. Laut mehreren Studien existiert seit Mitte des 20. Jahrhunderts eine deutliche Tendenz hin zur Ausbildung von wärmeren und trockeneren Klimaten. Bei Fortdauer dieser Entwicklung wird sehr wahrscheinlich eine Verschiebung bestehender und die Etablierung neuer Klimatypen eintreten.
In der Wissenschaft wird allgemein angenommen, dass bei weiter zunehmender Erwärmung beträchtliche Folgen für Flora und Fauna aller Klimazonen zu erwarten sind. So könnten bis zum Jahr 2100 knapp 40 Prozent der weltweiten Landflächen von der einsetzenden Umwandlung der bestehenden Klimate betroffen sein, mit der Gefahr von umfangreichem Artenschwund und großflächiger Entwaldung. Besonders anfällig für diesen Wechsel wären subtropische und tropische Gebiete, da sie nach paläobiologischen Analysen in den letzten Jahrtausenden nur marginalen Schwankungen unterlagen und deshalb eine gering ausgeprägte Anpassungsfähigkeit besitzen. Mit am nachhaltigsten würde der Erwärmungsprozess die arktischen Regionen beeinflussen, wenn sich der gegenwärtige Trend der Polaren Verstärkung in dieser Region fortsetzt. Temperaturänderungen haben erhebliche Auswirkungen auf die dort existierenden Biotope. Von dieser Entwicklung in hohem Maße betroffen sind bei weiterer Zunahme der anthropogenen Emissionen zudem der Mittelmeerraum sowie Teile von Chile und Kalifornien, mit der Gefahr regionaler Wüstenbildungen.
Neben der sich abzeichnenden polwärtigen Verschiebung der thermischen Klimazonen kommt es auch zu Veränderungen der Vegetationsverteilung bei im Tropengürtel liegenden Gebirgszügen. So konnte für den 6263 Meter hohen Chimborazo in Ecuador aufgrund eines Abgleichs mit früheren Aufzeichnungen festgestellt werden, dass während der letzten 200 Jahre, bedingt durch Gletscherschmelze sowie durch die zunehmende globale Erwärmung, die Pflanzendecke sich etwa 500 Meter weiter nach oben ausgebreitet hat.

## Klimasystem
Das im Wesentlichen von der Solarstrahlung angetriebene Klimasystem der Erde besteht aus fünf Hauptkomponenten, auch Erdsphären genannt: Erdatmosphäre, Hydrosphäre, Kryosphäre, Biosphäre und Lithosphäre (mit dem Oberflächenbereich der Pedosphäre). Diese werden im Einzelnen wie folgt charakterisiert:
- Die Erdatmosphäre ist die gasförmige, hauptsächlich aus Stickstoff und Sauerstoff bestehende Hülle der Erdoberfläche. Diese wird in mehrere Schichten unterteilt, nämlich von unten nach oben Troposphäre, Stratosphäre, Mesosphäre, Thermosphäre und Exosphäre. Das Wettergeschehen spielt sich ausschließlich in der untersten Schicht (Troposphäre) ab, deren vertikale Ausdehnung (von den Polen zum Äquator hin zunehmend) ungefähr 7 bis 17 Kilometer beträgt. Der atmosphärische Treibhauseffekt, basierend auf der Wirkung von Spurengasen wie Kohlenstoffdioxid und Methan, verhindert ein Absinken der globalen Oberflächentemperatur bis weit unter den Gefrierpunkt.
- Die Hydrosphäre umfasst das gesamte Vorkommen flüssigen Wassers an oder unter der Erdoberfläche. Subsysteme sind die Ozeanosphäre (das Wasser in den Meeren) und die Limnosphäre (Binnengewässer auf dem Festland wie Seen, Flüsse oder Grundwasser). Der Wasserdampf als gasförmiger Aggregatzustand des Wassers zählt nicht zu dieser Kategorie, sondern ist Teil der Atmosphäre.
- Zur Kryosphäre gehören Meereis, Schelfeis, Eisschilde, Gebirgsgletscher, Eis in Permafrostböden, Eiskristalle in Wolken sowie alle jahreszeitlich auftretenden und damit stark veränderlichen Schnee- und Eisbedeckungen. Da Eisflächen den Großteil der einfallenden Sonnenstrahlung reflektieren, beeinflusst das Wachstum oder der Schwund der Kryosphäre als elementarer Klimafaktor das Rückstrahlvermögen (Albedo) der Erde.
- Die Biosphäre („Raum des Lebens“) erstreckt sich von höheren Atmosphärenschichten bis einige Kilometer tief in die Erdkruste (Lithosphäre) und wird in diesen „Randbereichen“ ausschließlich von Mikroorganismen besiedelt. Da das Leben darauf angewiesen ist, mit der unbelebten Umwelt zu interagieren und sich dieser anzupassen, entstanden im Zuge der Evolution mehrere Ökosysteme auf planetarer Ebene. Aufgrund ihrer Komplexität und ihrer intensiven Wechselwirkungen mit anderen Sphären steht die Biosphäre (zu der auch der Mensch gehört) im Mittelpunkt vieler naturwissenschaftlicher Disziplinen, vor allem der Biologie und der Umweltwissenschaften.
- Die Lithosphäre bildet den Festlandsbereich der Erdoberfläche und den Ozeanboden. Da die oberste Schicht der kontinentalen Lithosphäre der Verwitterung ausgesetzt ist, gleichzeitig Luft, Wasser und organische Substanzen aufnimmt beziehungsweise speichert und vielfach Pflanzenbewuchs aufweist, existiert zwischen ihr und den anderen Erdsphären eine auf breiter Basis stattfindende Wechselwirkung.

Die innerhalb und zwischen den einzelnen Sphären ablaufenden internen Prozesse und Wechselwirkungen gehören ebenfalls zum Klimasystem. Externe, das heißt nicht zum Klimasystem gehörende Prozesse treiben das Klimasystem an, neben der Solarstrahlung sind das der Vulkanismus und menschliche Einflüsse (→ #Klimafaktoren).

### Klimaelemente
Als Klimaelemente werden die messbaren Einzelerscheinungen der Atmosphäre bezeichnet, die durch ihr Zusammenwirken das Klima prägen. Es handelt sich dabei zumeist um meteorologische Größen, die mittels Wetterstationen, Wettersonden oder Satelliten erfasst werden, aber auch um Datenreihen aus der Ozeanographie und verschiedenen Disziplinen der Geowissenschaften. In der Meteorologie liegt der Schwerpunkt hierbei auf der räumlichen Datenanalyse, während in der Klimatologie die Zeitreihenanalyse im Vordergrund steht.
Die wichtigsten Messgrößen sind:
- Lufttemperatur
- Luftfeuchtigkeit (Taupunkt)
- Luftdruck
- Luftdichte

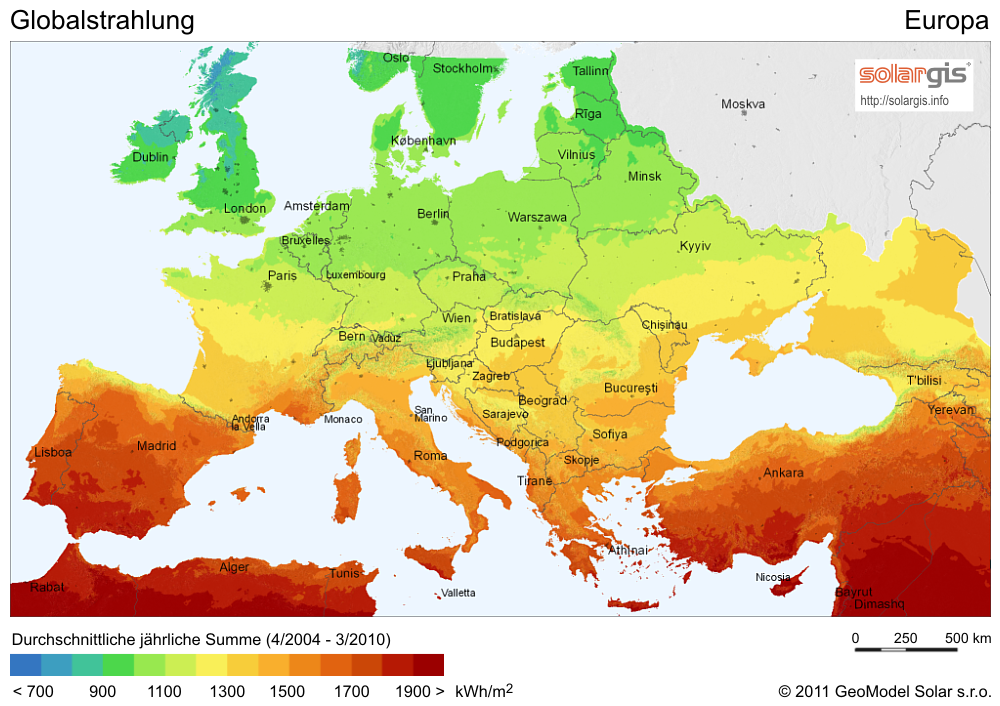
Mittlere jährliche Globalstrahlungssummen in Europa

- Windgeschwindigkeit und Windrichtung
- Niederschlagsart
- Niederschlagsmenge
- Sonnenscheindauer
- Bewölkung
- Sichtweite
- Globalstrahlung
- Albedo

Die Werte werden in Monatstabellen gesammelt und für längere Zeiträume (klimatologisch mindestens im Rahmen einer 30-jährigen Normalperiode) nach Mittelwerten, Häufigkeiten, Abfolgen und Extremwerten ausgewertet.

### Klimafaktoren
Klimafaktoren sind die Komponenten des Raumes, die auf physikalischer, chemischer oder biologischer Basis eine deutliche Wirkung auf das Klimasystem ausüben und es über unterschiedlich lange Zeiträume stabilisieren, prägen oder verändern. Dabei können mehrere Faktoren zusammenwirken und auf diese Weise einen Prozess verstärken oder sich als jeweils gegenläufige Einflüsse weitgehend neutralisieren.
Wichtige Klimafaktoren sind:
- mittlere Niederschlagshäufigkeit (für einen bestimmten Tag)
- mittlere Tagesgang des Dampfdrucks
- vorherrschende Windrichtungsverteilung im Monat
- mittlere Windgeschwindigkeit während eines Jahres
- Geographische Breite
- Topographische Lage
- Höhenstrukturen,
- Land-Meer-Verteilung
- Meeresströmungen
- Böden, (Art, Beschaffenheit, Bedeckung)
- Wasserverhältnisse an der Oberfläche,
- Bebauung (Stadtklima)

#### Klimafaktoren über die gesamte Dauer der Erdgeschichte

Entwicklung von Leuchtkraft (rot), Radius (blau) und effektiver Temperatur (grün) der Sonne während ihrer Existenz auf der Hauptreihe, bezogen auf das gegenwärtige Entwicklungsstadium.

- Die Sonne ist für das irdische Klima von primärer Bedeutung. Vor 4,6 Milliarden Jahren setzte bei ihr nach einer Phase als Protostern der Fusionsprozess ein, der den im Sonnenkern vorhandenen Wasserstoff allmählich in Helium umwandelt. Dieses Stadium dauert rund 11 Milliarden Jahre, wobei die Leuchtkraft und der Radius des Gestirns deutlich zunehmen werden beziehungsweise bereits zugenommen haben.[25] Das bedeutet, dass die Sonne am Beginn der Erdgeschichte nur 70 Prozent ihrer gegenwärtigen Strahlungsleistung aufwies. Das Paradoxon der schwachen jungen Sonne berührt grundlegende Fragen zur Entstehung und zur Kontinuität des irdischen Lebens und ist ein zentrales Thema der Atmosphärenwissenschaften.
- Der Vulkanismus ist seit Beginn der Erdgeschichte ein elementarer Klimafaktor mit sehr unterschiedlichen Erscheinungsformen (unter anderem Schildvulkane, Hotspots bzw. Manteldiapire, Magmatische Großprovinzen). Die permanente Freisetzung von Kohlenstoffdioxid durch vulkanische Ausgasungen (etwa 180 bis 440 Megatonnen jährlich)[26] gleicht die durch Verwitterung und Sedimentation bedingte CO2-Einlagerung weitgehend aus und trug im späten Präkambrium entscheidend zur Überwindung der Schneeball-Erde-Stadien bei.[27][28] Andererseits ist auch eine mehrmalige Destabilisierung der Biosphäre durch stark erhöhte vulkanische Aktivitäten eindeutig nachgewiesen.[29]
- Treibhausgase sind strahlungsbeeinflussende gasförmige Stoffe in der Atmosphäre, die den Antrieb des Treibhauseffekts bilden, unter anderem Wasserdampf, Kohlenstoffdioxid, Methan, troposphärisches Ozon und Distickstoffmonoxid. Das in seiner Gesamtwirkung stärkste Treibhausgas ist der Wasserdampf, dessen Anteil am natürlichen Treibhauseffekt zwischen 36 und 70 Prozent schwankt. Da der atmosphärische Wasserdampfgehalt unmittelbar von der Lufttemperatur abhängt, nimmt seine Konzentration bei niedrigeren Durchschnittstemperaturen ab und steigt während einer Erwärmungsphase an (Wasserdampf-Rückkopplung beziehungsweise Clausius-Clapeyron-Gleichung).
- Die Plattentektonik bildet gewissermaßen den Motor für klimatische Veränderungen in geologischen Zeiträumen. Ihr Einfluss auf das Erdklima beschränkt sich dabei nicht nur auf die Entstehung vulkanischer Zonen, auch Gebirgsbildungen, Lage und Größe der Kontinente und damit verbundene Wettersysteme beziehungsweise ozeanische Strömungen stehen mit der Plattentektonik in direktem Zusammenhang. Durch Verwitterung in Kalkstein gebundener Kohlenstoff kann wieder in die Atmosphäre freigesetzt werden, wenn die entsprechenden Gesteinsschichten im Zuge plattentektonischer Verschiebungen und in Verbindung mit erhöhten vulkanischen Aktivitäten subduziert werden (vgl. Anorganischer Kohlenstoffzyklus).
- Albedo ist das Maß des Rückstrahlvermögens nicht selbst leuchtender Oberflächen. Eis- und Schneeflächen besitzen eine Albedo von ungefähr 0,80 (was einer Rückstrahlung von 80 Prozent entspricht), während freie Meeresoberflächen eine Albedo von rund 0,20 aufweisen und demzufolge mehr Wärmeenergie aufnehmen als sie reflektieren. Die mittlere sphärische Albedo der Erde beträgt derzeit etwa 0,3. Sie hängt von der Ausdehnung der Ozeane, Eisschilde, Wüsten und Vegetationszonen ab (einschließlich der Wolkenbedeckung und Aerosolkonzentration) und kann sich zusammen mit der Strahlungsbilanz verändern.
- Verwitterungsprozesse bewirken tendenziell eine Abkühlung und kommen in Abhängigkeit vom jeweiligen Klimazustand unterschiedlich stark zur Geltung. Aufgrund chemischer Verwitterung wird der Atmosphäre permanent Kohlenstoffdioxid entzogen und in der Lithosphäre gebunden. Ein Teil des eingelagerten CO2 wird über Millionen Jahre durch die Ausgasungen kontinentaler oder ozeanischer Vulkane der Atmosphäre wieder zugeführt.[30] Unter den gegenwärtigen geophysikalischen Bedingungen würde ein kompletter Austausch des atmosphärischen Kohlenstoffdioxids auf der Basis des Carbonat-Silicat-Zyklus ungefähr 500.000 Jahre benötigen.
- Klimarelevante Meeresspiegelschwankungen (Eustasie) beruhen auf zwei Hauptursachenː 1. Veränderungen des Meerwasservolumens durch die Bindung des Wassers in kontinentalen Eisschilden oder durch deren Abschmelzen (Glazialeustasie); 2. Veränderungen des Ozeanbeckenvolumens infolge tektonischer Prozesse, beispielsweise durch Bildung neuer ozeanischer Kruste. Dadurch sind Hebungen oder Senkungen des Meeresspiegels im Bereich von 100 bis 200 Metern möglich.
- Wolkenbildungen haben einen großen Einfluss auf den Energiehaushalt beziehungsweise die Strahlungsbilanz der Erde und damit auf das Klimasystem. Die Wirkungszusammenhänge sind jedoch noch nicht vollständig geklärt. Neuere Studien gehen von der Möglichkeit aus, dass hohe CO2-Konzentrationen einen negativen Einfluss auf die Entstehung von Stratocumuluswolken ausüben könnten, was einen zusätzlichen Erwärmungseffekt bedeuten würde.[31]

#### Sporadisch auftretende Einflüsse über längere Zeiträume

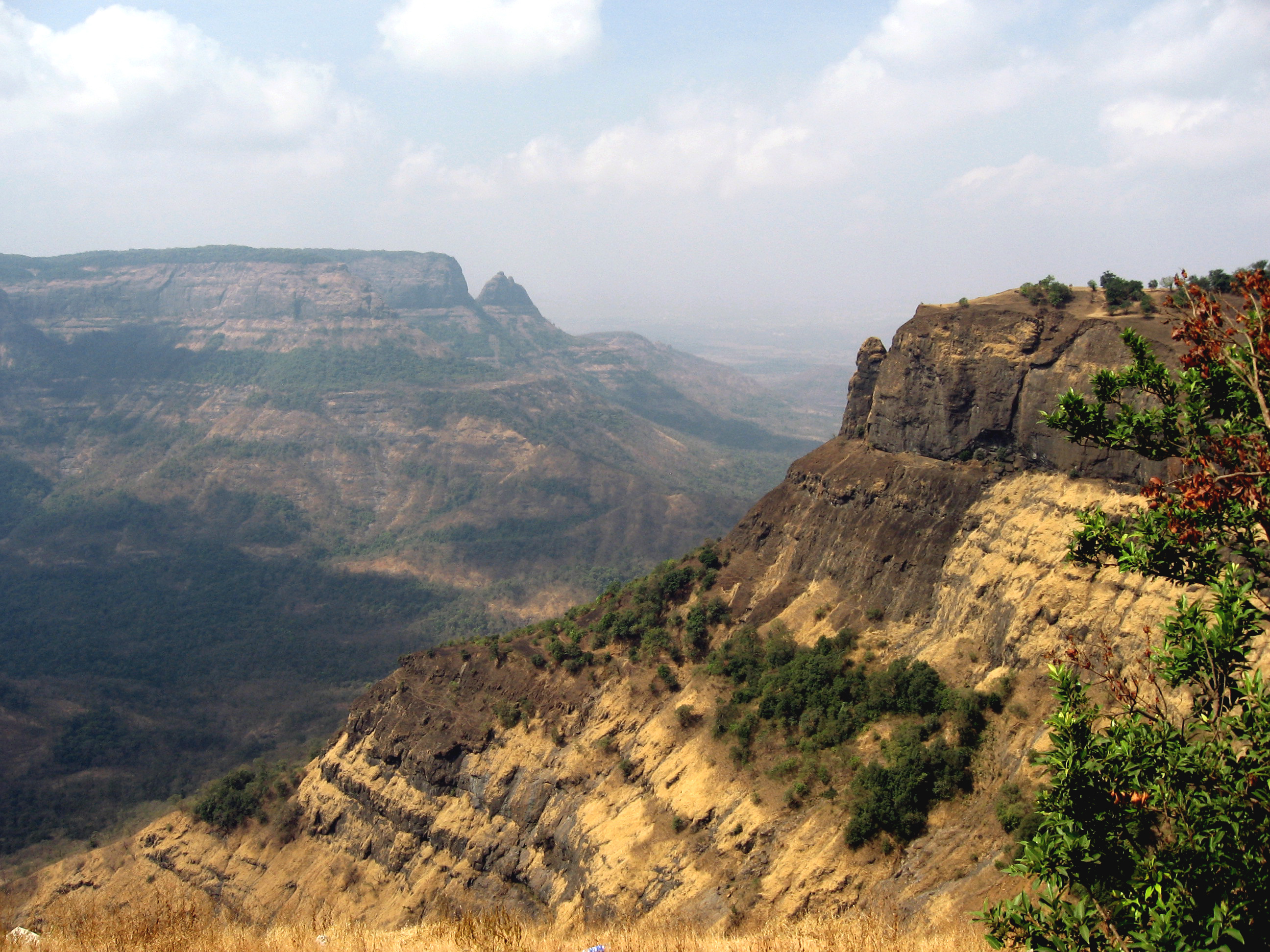
Die Basaltschichten des Dekkan-Trapp bei Matheran östlich Mumbai

- Magmatische Großprovinzen waren oftmals Ursache für rasch verlaufende Klimawechsel. Dabei handelt es sich um den großvolumigen Austritt magmatischer Gesteine aus dem Erdmantel, die sich mitunter über Millionen km² ausbreiteten und erhebliche Mengen an Kohlenstoffdioxid und anderen Gasen emittierten. Im Unterschied zum „normalen“ Vulkanismus bewirkten die Aktivitäten einer Magmatischen Großprovinz keine aerosolbedingte Abkühlung, sondern eine weltweite und zum Teil extreme Erwärmung mit zusätzlicher Aktivierung mehrerer Rückkopplungen.[32] Bekannte Magmatische Großprovinzen sind der Sibirische Trapp (252 mya) und der Dekkan-Trapp im heutigen Westindien (66 mya).
- Organismen, die durch Fixierung oder Freisetzung von Treibhausgasen klimawirksame Effekte hervorrufen können, wie Korallen, Methanbildner oder Pflanzen wie der Schwimmfarn Azolla, der wahrscheinlich 800.000 Jahre lang im Eozän den Arktischen Ozean „besiedelte“.[33]
- Die Eis-Albedo-Rückkopplung bezeichnet einen positiven Rückkopplungseffekt im Klimasystem, durch den im Verlauf einer globalen Abkühlung die Schnee- und Eisbedeckung (vor allem in den Polargebieten) weiter zunimmt. Die Eis-Albedo-Rückkopplung ist besonders beim Übergang von einer Warm- zu einer Kaltzeit von Bedeutung, da sie Vereisungs- und Abkühlungsprozesse beschleunigt und verstärkt.
- Impaktereignisse größeren Ausmaßes können nicht nur die Biosphäre in erheblichem Umfang destabilisieren und Massenaussterben wie jenes an der Kreide-Paläogen-Grenze verursachen, sondern auch das Klima über längere Zeiträume beeinflussen (abrupt einsetzender Impaktwinter über einige Jahrzehnte, eventuell nachfolgende starke Erwärmung mit einer Dauer von mehreren 10.000 Jahren).
- → #Erdbahnparameter.

#### Zusätzliche und gegenwärtig wirksame Einflüsse
- Sonnenfleckenzyklen korrelieren im Normalfall mit dem elfjährigen Schwabe-Zyklus und dem Hale-Zyklus mit 22 Jahren Dauer, wobei die Sonne auch jahrzehntelang in einer „Stillstandsphase“ verharren kann. In der Klimatologie herrscht breite Übereinstimmung, dass sich die Globale Erwärmung seit Mitte des 20. Jahrhunderts von der Sonnenaktivität vollständig abgekoppelt hat. Welchen Anteil die Aktivitätszyklen am Verlauf der „Kleinen Eiszeit“ und anderen Klimaanomalien hatten, ist Gegenstand einer wissenschaftlichen Diskussion.[34]
- Aerosole sind mit einem Trägergas verbundene flüssige oder feste Schwebeteilchen, die in Form von hygroskopischen Partikeln als Kondensationskerne an der Wolkenbildung beteiligt sind. Zusätzlich tragen sie je nach Konzentration, chemischer Beschaffenheit und atmosphärischer Verteilung überwiegend zu einer Abkühlung des Klimas bei, vor allem bei einem Auftreten als helle Sulfataerosole. Aerosole gelangen zum Beispiel durch Vulkanismus, Wald- und Flächenbrände sowie verstärkt seit Beginn des Industriezeitalters durch anthropogene Emissionen in die Atmosphäre.
- Rossby-Wellen (auch planetarische Wellen) sind großräumige wellenförmige Bewegungen in der Atmosphäre und den Meeren (als windgesteuerter Faktor der ozeanischen Zirkulation). In der Lufthülle sind Rossby-Wellen eine mäandrierende Ausprägung des Jetstreams entlang der Grenze zwischen polaren Kalt- und subtropischen Warmluftzonen. Die in den letzten Jahren registrierte Veränderung der atmosphärischen Rossby-Wellen führt zu einer Zunahme stabiler Wetterlagen und damit zu einer Häufung extremer Witterung in den mittleren Breiten der Nordhemisphäre.[35][36]
- Mit der Nordatlantischen Oszillation (NAO) ist eine Veränderung der Druckverhältnisse zwischen dem Islandtief im Norden und dem Azorenhoch im Süden über dem Nordatlantik verbunden. Die NAO übt einen starken Einfluss auf die Wetter- und Klimabedingungen im östlichen Nordamerika, des Nordatlantiks und in Europa aus.
- Die Atlantische Multidekaden-Oszillation (AMO) bezeichnet eine zyklische Schwankung der Ozeanströmungen im Nordatlantik mit einer Veränderung der Meeresoberflächentemperaturen des gesamten nordatlantischen Beckens.
- Die El Niño-Southern Oscillation (ENSO) ist eine kurzfristige Schwankung im Klimasystem der Erde, resultierend aus einer ungewöhnlichen Erwärmung im östlichen Pazifik (El Niño) und Luftdruckschwankungen in der Atmosphäre (Southern Oscillation). Das ENSO-Phänomen ist in der Lage, die weltweite Temperaturentwicklung kurzfristig zu beeinflussen.
- Globale Erwärmung ist der vielfach belegte Trend zu höheren globalen Durchschnittstemperaturen aufgrund anthropogener Treibhausgas-Emissionen, mit Folgen wie steigenden Meeresspiegeln, Gletscherschmelze, Verschiebung von Klimazonen sowie Zunahme von Wetterextremen.[37] Aussagen über Umfang und Dauer der künftigen Temperaturentwicklung beruhen auf verschiedenen Szenarien, die deutliche Auswirkungen über Jahrtausende erwarten lassen, unter Umständen auch darüber hinaus.[38][39]

## Klimawandel

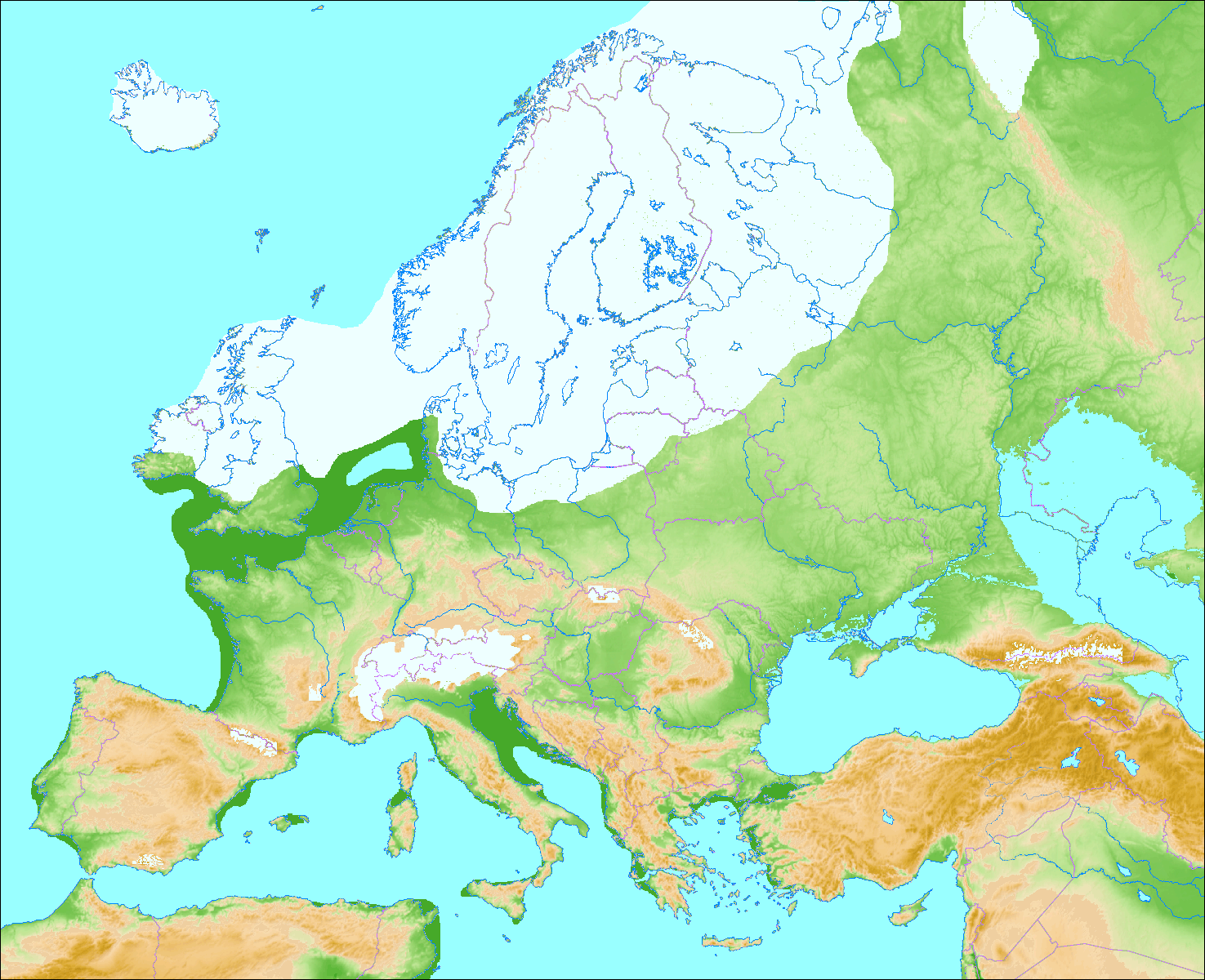
Fennoskandischer Eisschild und alpine Vergletscherung während der Weichsel- beziehungsweise Würm-Kaltzeit

Im Unterschied zu regional oder hemisphärisch auftretenden Klimaschwankungen (auch Klimafluktuationen oder Klimaanomalien, mit einer Dauer von einigen Jahrzehnten oder Jahrhunderten) erfolgt ein weltweiter Klimawandel durch die markante Veränderung des Strahlungsantriebs, der das Erdsystem aus einem thermisch-radiativen Gleichgewicht in ein neues Gleichgewicht überführt. Dieser Prozess bewirkt je nach geophysikalischer Konstellation eine deutliche Abkühlung oder eine starke Erwärmung über unterschiedlich lange Zeiträume. Die gegenwärtige, durch den Menschen verursachte Globale Erwärmung ist ein Beispiel für einen rasch fortschreitenden, aber noch nicht abgeschlossenen Klimawandel, dessen bisheriger und prognostizierter Verlauf möglicherweise ein in der Klimageschichte singuläres Ereignis darstellt, für das keine Entsprechung existiert.
Die wichtigsten Komponenten eines Klimawandels auf globaler Ebene sind die variierende Sonneneinstrahlung aufgrund der Milanković-Zyklen, das Rückstrahlvermögen (Albedo) der gesamten Erdoberfläche sowie die atmosphärische Konzentration von Treibhausgasen, vorwiegend Kohlenstoffdioxid (CO2) und Methan (CH4), die wiederum auf der Basis des Treibhauseffekts die Stärke der temperaturabhängigen Wasserdampf-Rückkopplung beeinflussen. Der Klimazustand der letzten 2,6 Millionen Jahre (Quartäre Kaltzeit) war der eines Eiszeitalters und wurde hauptsächlich von den Milanković-Zyklen gesteuert, die die Sonneneinstrahlung über die Dauer von 40.000 beziehungsweise 100.000 Jahren signifikant veränderten und so den Anstoß für den Wechsel der Kaltzeiten (Glaziale) mit Warmzeiten (Interglaziale) gaben.
Nicht immer waren Kohlenstoffdioxid und/oder Methan die Hauptfaktoren eines Klimawandels. Sie fungierten im Rahmen natürlicher Klimawandel-Ereignisse manchmal als „Rückkopplungsglieder“, die einen Klimatrend verstärkten, beschleunigten oder abschwächten. In diesem Zusammenhang sind neben den Erdbahnparametern auch Feedbacks wie die Eis-Albedo-Rückkopplung, die Vegetationsbedeckung, Verwitterungsprozesse, die Variabilität des Wasserdampfgehalts sowie eine Vielzahl geologischer und geophysikalischer Einflüsse zu berücksichtigen.
Eine spezielle Form des Klimawandels sind abrupte Klimawechsel. Sie wurden in der Erdgeschichte durch Impaktereignisse, Eruptionen von Supervulkanen, großflächige Magmaausflüsse, schnelle Veränderungen von Meeresströmungen oder durch rasch ablaufende Rückkopplungsprozesse im Klimasystem ausgelöst, oft in Verbindung mit ökologischen Krisen.

### Klimageschichte

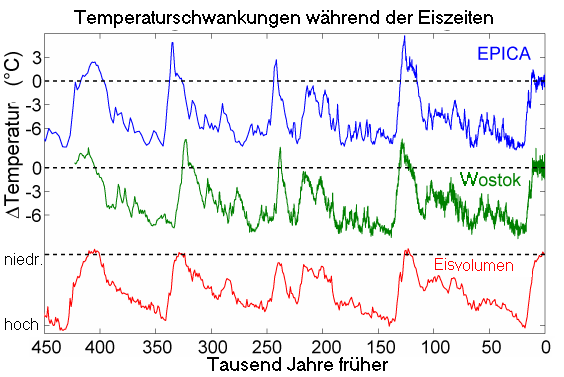
Rekonstruktion des Temperaturverlaufs während der Quartären Kaltzeit anhand verschiedener Eisbohrkerne

Die Erde bildete sich vor 4,57 Milliarden Jahren aus mehreren Protoplaneten unterschiedlicher Größe. Ihre heutige Masse soll sie der Kollisionstheorie zufolge durch einen Zusammenstoß mit einem marsgroßen Himmelskörper namens Theia vor 4,52 Milliarden Jahren erhalten haben. Dadurch wurden Teile des Erdmantels und zahlreiche Trümmerstücke von Theia in den Orbit geschleudert, aus denen sich innerhalb von 10.000 Jahren der zu Beginn glutflüssige Mond formte. Über dieses früheste und chaotisch geprägte Stadium der Erdgeschichte sind mangels verwertbarer Klimadaten keine gesicherten Aussagen möglich. Erst ab der Zeit vor 4,0 bis 3,8 Milliarden Jahren, nach der Entstehung der Ozeane und erster Lebensformen, existieren fossile Spuren und Proxys („Klimaanzeiger“), die Rückschlüsse auf klimatische Bedingungen erlauben. Auf Basis dieser Hinweise wird angenommen, dass über weite Teile des Archaikums ein relativ warmes Klima herrschte. Diese Phase endete im frühen Proterozoikum vor 2,4 Milliarden Jahren mit dem Übergang in die 300 Millionen Jahre dauernde Paläoproterozoische Vereisung.
Gegen Ende des Präkambriums diffundierte Sauerstoff in größeren Mengen bis in die Stratosphäre, und es bildete sich auf der Grundlage des Ozon-Sauerstoff-Zyklus eine Ozonschicht. Diese schützte fortan die Erdoberfläche vor der solaren UV-Strahlung und ermöglichte so die Besiedelung der Kontinente durch Flora und Fauna. Während des Erdaltertums nahm der Sauerstoffgehalt rasch zu. Er entsprach im Umkreis der Devon-Karbon-Grenze (ca. 359 mya) erstmals der heutigen Konzentration von 21 Prozent und erreichte gegen Ende des Karbons etwa 33 bis 35 Prozent. Im weiteren Verlauf der Erd- und Klimageschichte war die Atmosphäre in Abhängigkeit von biogeochemischen und geophysikalischen Einflüssen immer wieder starken Veränderungen unterworfen. Die Sauerstoff-, Kohlenstoffdioxid- und Methan-Anteile schwankten zum Teil erheblich und spielten direkt oder indirekt eine entscheidende Rolle bei einer Reihe von Klimawandel-Ereignissen.
Bei Analyse der Klimageschichte spricht eine wachsende Zahl von Belegen für die Annahme, dass fast alle bekannten Massenaussterben oder die deutliche Reduzierung der Biodiversität mit raschen Klimaänderungen und deren Folgen verknüpft waren. Daraus resultierte die Erkenntnis, dass diese Ereignisse nicht zwangsläufig an langfristige geologische Prozesse gekoppelt sein müssen, sondern häufig einen katastrophischen und zeitlich eng begrenzten Verlauf genommen haben. Biologische Krisen korrelierten in den letzten 540 Millionen Jahren mehrmals mit einer Abkühlungsphase (mit einem weltweiten Temperaturrückgang von 4 bis 5 °C), häufiger jedoch mit starken Erwärmungen im Bereich von 5 bis 10 °C. Im letzteren Fall trug ein Bündel von Nebenwirkungen (Vegetationsrückgang, Ausgasungen von Gift- und Schadstoffen, Sauerstoffdefizite, Versauerung der Ozeane etc.) dazu bei, die irdische Biosphäre weiter zu destabilisieren.

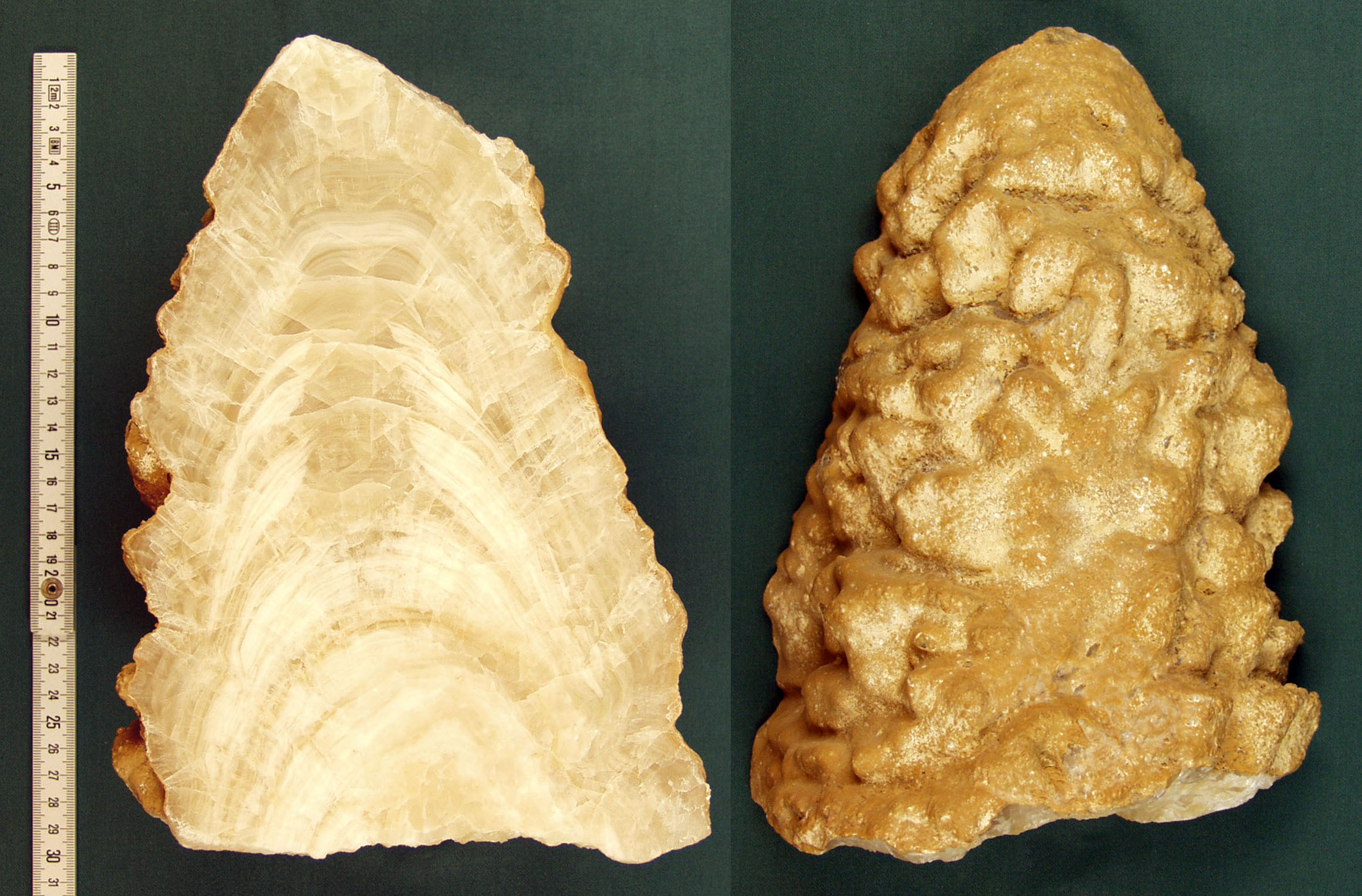
Stalagmit, rechts Ansicht, links Schnitt mit Wachstumsstreifen

Die im 20. Jahrhundert entwickelte radiometrische Datierung, die eine absolute Altersbestimmung magmatischer Gesteine und vulkanogener Sedimente erlaubt, führte zur Etablierung der Subdisziplinen Geochronologie und Chronostratigraphie und besitzt große Bedeutung für alle Perioden des 541 Millionen Jahre umfassenden Phanerozoikums und darüber hinaus. Gebräuchliche Methoden sind die Uran-Thorium-Datierung und die Uran-Blei-Datierung. Für genaue Datierungen eignen sich vor allem Zirkonkristalle, deren stabile Gitterstruktur eine präzise Auswertung der darin eingeschlossenen radioaktiven Nuklide erlaubt. Zusätzlich wird zur Rekonstruktion vergangener Klimate und ihrer Umweltbedingungen eine Reihe verschiedener Isotopenuntersuchungen verwendet, mit deren Hilfe beispielsweise frühere Meerestemperaturen, CO2-Konzentrationen oder Veränderungen des Kohlenstoffzyklus ermittelt werden können. Für jüngere erdgeschichtliche Abschnitte (Pleistozän und Holozän) kommen weitere Analysewerkzeuge zum Einsatz. Mit die wichtigsten sind die Dendrochronologie (Jahresring-Auswertung), die Palynologie (Pollenanalyse), die Warvenchronologie (Bändertondatierung),
Eisbohrkerne, Ozeanische Sedimente sowie Tropfsteine (Stalagmiten und Stalaktiten).
Klimaereignisse in historischer Zeit und ihre Auswirkungen auf menschliche Gesellschaften sind Forschungsgegenstand der Historischen Klimatologie beziehungsweise der Umweltgeschichte, wobei vielfach auf schriftliche Aufzeichnungen zurückgegriffen wird. Mitteleuropa verfügt über einen so reichhaltigen Fundus zeitgenössischer Berichte, dass etwa ab dem Jahr 1500 für nahezu jeden einzelnen Monat aussagekräftige Schilderungen der damaligen Witterung vorliegen. Klimaveränderungen wie die Mittelalterliche Klimaanomalie oder die Kleine Eiszeit werden dabei ebenso einer wissenschaftlichen Analyse unterzogen wie einzelne Extreme, zum Beispiel das von katastrophaler Dürre geprägte Jahr 1540.

### Erdbahnparameter

Maximaler und minimaler Neigungswinkel der Erdachse, eingebunden in einen Zyklus von 41.000 Jahren

Dass langfristige Schwankungen des globalen Klimas auf zyklischen Veränderungen der Erdachse und der Erdumlaufbahn beruhen könnten, wurde bereits in der 2. Hälfte des 19. Jahrhunderts vermutet. Eine erste umfassende Darstellung auf der Basis umfangreicher Berechnungen gelang dem Geophysiker und Mathematiker Milutin Milanković (1879–1958). Sein in jahrelanger Arbeit erstelltes Erklärungsmodell berücksichtigt die periodischen Veränderungen der Erdbahn (von leicht elliptisch bis fast kreisförmig), die Neigung der Erdachse sowie das Kreiseln der Erde um ihre Rotationsachse (Präzession).
Die nach Milanković benannten Zyklen beeinflussen die Verteilung und zum Teil die Intensität der Sonneneinstrahlung auf der Erde. Vor allem der die Exzentrizität steuernde Großzyklus mit einer Dauer von 405.000 Jahren bildete über weite Teile des Phanerozoikums einen stabilen kosmischen „Taktgeber“ und kann nach neueren Erkenntnissen bis in die Obertrias vor etwa 215 Millionen Jahren zurückverfolgt werden. Eine dauerhafte Wirkung entfalteten die Zyklen speziell während verschiedener Glazialphasen mit niedrigen Treibhausgas-Konzentrationen, wobei ihr Einfluss auf den Verlauf der Quartären Kaltzeit aufgrund deren zeitlicher Nähe gut nachvollzogen werden kann. Da die Milanković-Zyklen jedoch zu schwach sind, um als primärer Antrieb für die gesamte Klimageschichte in Frage zu kommen, scheinen sie im Klimasystem in erster Linie als „Impulsgeber“ zu fungieren. Bei der Modellierung von Klimaverläufen werden daher zusätzliche Faktoren und Rückkopplungseffekte mit einberechnet.
Seit ihrer „Wiederbelebung“ in den 1980er Jahren ist die Theorie in modifizierter und erweiterter Form zum festen Bestandteil von Paläoklimatologie und Quartärforschung geworden. Die Milanković-Zyklen gelten in der Klimaforschung als wichtiger Einflussfaktor und werden sowohl bei der Rekonstruktion der letzten Kaltzeitphasen als auch bei der Analyse weiterer Klimawandel-Ereignisse während des Phanerozoikums herangezogen.

### Klimasensitivität

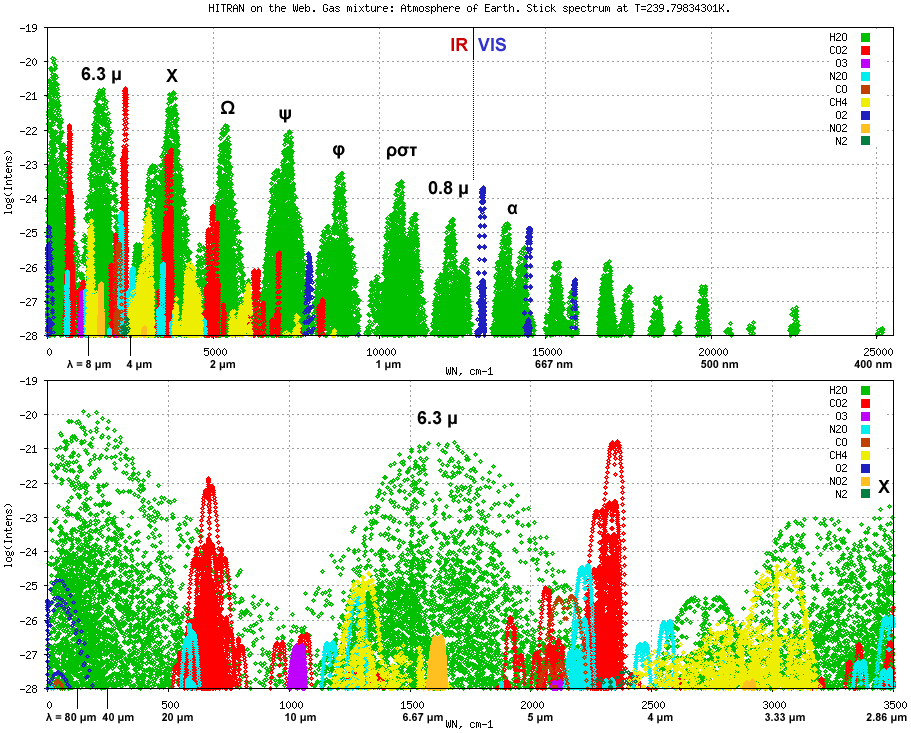
Absorptionsspektren der Gase der Erdatmosphäre

Die Klimasensitivität ist nach einer häufig verwendeten Definition jene Temperaturzunahme, die sich bei einer Verdoppelung der atmosphärischen Kohlenstoffdioxid-Konzentration einstellt. Bezogen auf die aktuelle Globale Erwärmung würde dies eine CO2-Verdoppelung von vorindustriellen 280 ppm auf 560 ppm bedeuten. Mit Stand 2019 beträgt die im Jahresverlauf leicht schwankende CO2-Konzentration ungefähr 412 ppm. Neben Kohlenstoffdioxid sind noch weitere Gase am Treibhauseffekt beteiligt, deren Beitrag in der Regel als CO2-Äquivalente dargestellt wird.
Die Eingrenzung der Klimasensitivität auf einen möglichst genauen Temperaturwert ist für die Kenntnis der künftigen Klimaentwicklung von grundlegender Bedeutung. Bei ausschließlicher Betrachtung der im Labor gemessenen Strahlungswirkung von CO2 beträgt die Klimasensitivität 1,2 °C. Zur Klimasensitivität trägt jedoch auch eine Reihe positiver Rückkopplungseffekte im Klimasystem bei, wobei zwischen schnellen und langsamen Feedbacks unterschieden wird. Wasserdampf-, Eis-Albedo- und Aerosolrückkopplung sowie die Wolkenbildung zählen zu den schnellen Rückkopplungen. Die Eisschilde, kohlenstoffbindende Verwitterungsprozesse sowie die Ausbreitung oder Reduzierung der Vegetationsfläche gelten als langsame Rückkopplungseffekte und werden der Erdsystem-Klimasensitivität zugeordnet.
Die Klimasensitivität als dynamischer Faktor hängt in hohem Maße vom jeweiligen Klimazustand ab. Beispiele aus der Erdgeschichte zeigen, dass sich die Klimasensitivität mit Zunahme des Strahlungsantriebs und der damit steigenden Globaltemperatur ebenfalls erhöht. So wird beispielsweise für die starke Erwärmungsphase des Paläozän/Eozän-Temperaturmaximums vor 55,8 Millionen Jahren eine Klimasensitivität im Bereich von 3,7 bis 6,5 °C postuliert. Ähnlich hohe Werte werden auch für den größten Teil des übrigen Känozoikums veranschlagt.
In den vergangenen Jahrzehnten wurden der Klimasensitivität sehr unterschiedliche Werte zugeschrieben. Die Sachstandsberichte des Intergovernmental Panel on Climate Change (IPCC), die den jeweils aktuellen Forschungsstand zusammenfassen, gelten hierbei als maßgebliche und zuverlässige Quelle. Im 2007 erschienenen Vierten Sachstandsbericht lag der als „wahrscheinlich“ eingestufte Temperaturkorridor zwischen 2 und 4,5 °C. Laut dem 2013 veröffentlichten Fünften Sachstandsbericht betrug die Bandbreite zwischen 1,5 und 4,5 °C. Demnach liegt der beste mittlere Schätzwert für die gegenwärtige Klimasensitivität bei rund 3 °C. Im Jahr 2019 zeigten erste Auswertungen der neuentwickelten Klimamodellreihe CMIP6, dass einige Standardtests mit 2,8 bis 5,8 °C deutlich höhere Klimasensitivitäten ergaben als frühere Modellgenerationen. Allerdings führte die Anwendung von CMIP6 mit der Modellvariante CESM2 (Community Earth System Model version 2) beim Vergleich mit paläoklimatologisch ermittelten Temperaturdaten des frühen Känozoikums zu erheblichen Abweichungen beziehungsweise unrealistischen Werten.

### Klimafaktor Mensch

Globaler Land-Ozean-Temperaturindex seit 1880, Differenz zum Mittelwert der Jahre 1951 bis 1980

Seit Beginn der Industrialisierung im 19. Jahrhundert erhöhen die Menschen den Anteil an Treibhausgasen in der Atmosphäre in signifikantem Umfang. Besonders die Verbrennung fossiler Energieträger trug dazu bei, dass die Kohlenstoffdioxid-Konzentration von 280 ppm (Teile pro Million) auf (Stand 2020) 415 ppm stieg. Hinzu kommen beträchtliche Methan-Emissionen, vor allem bedingt durch intensive Tierhaltung, sowie weitere Treibhausgase wie Distickstoffmonoxid (Lachgas) oder Carbonylsulfid. Ein bedeutender Faktor ist zudem die großflächige Entwaldung insbesondere der tropischen Regenwälder.
Der Temperaturanstieg gegenüber der vorindustriellen Zeit bis zum Jahr 2018 betrug nach Angaben des Intergovernmental Panel on Climate Change (IPCC) etwa 1,0 °C. Bis zum Ende des 21. Jahrhunderts rechnet der IPCC im ungünstigsten Fall (repräsentativer Konzentrationspfad RCP 8.5) mit einem Temperaturanstieg im Bereich von 2,6 bis 4,8 °C.

Rekonstruktion der globalen Temperaturentwicklung über die letzten 2000 Jahre, einschließlich der anthropogenen Erwärmung (nach PAGES 2k Consortium, 2019).

Die Zunahme von Treibhausgasen und der damit gekoppelte Temperaturanstieg sind nach einhelliger wissenschaftlicher Meinung auf menschliche Aktivitäten zurückzuführen. Wenn es nicht gelingt, die anthropogenen Emissionen in hohem Umfang zu reduzieren, drohen selbst bei einer relativ moderaten Erwärmung von 2 °C zahlreiche und zum Teil schwerwiegende Folgen, zu denen steigende Meeresspiegel, zunehmende Wetterextreme und gravierende Auswirkungen auf menschliche Gemeinschaften zählen. Neuere Analysen auf der Basis umfassender paläoklimatologischer Datenreihen der letzten 12.000 Jahre kommen zu dem Ergebnis, dass die im bisherigen 21. Jahrhundert aufgetretene Erwärmung die Temperaturwerte des Holozänen Klimaoptimums (vor etwa 8000 bis 6000 Jahren) mit hoher Wahrscheinlichkeit übertrifft.

### Kippelemente
Kippelemente (englisch Tipping Elements) sind in der Erdsystemforschung Bestandteile des Klimasystems, die durch geringe äußere Einflüsse einen neuen Zustand annehmen, wenn sie einen bestimmten Kipppunkt erreichen. Diese Änderungen können abrupt erfolgen und gelten zum Teil als irreversibel. Das Konzept der Kippelemente wird vor allem in der geowissenschaftlichen Fachliteratur seit Beginn des Jahrtausends als bis dahin vernachlässigte Möglichkeit diskontinuierlicher Prozesse – vor allem im Zusammenhang mit der gegenwärtigen globalen Erwärmung – auf breiter Basis diskutiert.
In einer ersten Bestandsaufnahme wurden die folgenden potenziellen Kippelemente identifiziert:

Umfang der arktischen Meereisbedeckung in den letzten 1450 Jahren

- Abschmelzen des sommerlichen arktischen Meereises
- Abschmelzen des grönländischen Eisschildes
- Abschmelzen des westantarktischen Eisschildes
- Erlahmen der atlantischen thermohalinen Zirkulation
- Veränderung der El Niño-Southern Oscillation (ENSO)
- Zusammenbruch des indischen Sommermonsuns
- Veränderungen im Westafrikanischen Monsunsystem mit Auswirkungen auf Sahara und Sahelzone
- Verödung des tropischen Regenwaldes
- Reduzierung borealer Wälder

In den folgenden Jahren wurden weitere Kippelemente benannt, darunter die Methan-Freisetzung aus den Ozeanen und aus tauenden Dauerfrostböden sowie das weltweite Absterben von Korallenriffen. Durch die Aktivierung einiger Kippelemente könnten in Form von Rückkopplungen weitere Kipppunkte überschritten werden. Damit bestünde das Risiko einer Kettenreaktion („Kaskade“), die das Klima unumkehrbar in ein Warmklima überführen würde, in etwa vergleichbar mit den Umweltbedingungen des Pliozäns oder – bei unvermindertem Emissionsvolumen – des Eozäns.
Im Hinblick auf verschiedene geochronologische Perioden gibt es eine Reihe deutlicher Hinweise, dass bei Erreichen bestimmter Kipppunkte ein abrupter Wechsel in einen neuen Klimazustand stattfand, wie zum Beispiel während des Hangenberg-Ereignisses im späten Devon vor etwa 359 Millionen Jahren.

### Klimamodelle
Klimamodelle sind Computermodelle zur Berechnung des Klimas und dessen Einflussfaktoren über einen bestimmten Zeitraum und werden sowohl zur Analyse künftiger Entwicklungen als auch zur Rekonstruktion von Paläoklimaten verwendet. Die Projektionen der Klimamodelle sind naturgemäß unsicherer als die der Wettermodelle, da hierbei wesentlich größere Zeiträume in Betracht gezogen und eine Reihe zusätzlicher Parameter berücksichtigt werden müssen. Aus diesem Grund werden keine Klimaprognosen, sondern Szenarien mit bestimmten Wahrscheinlichkeitskorridoren erstellt. Ein Klimamodell basiert in der Regel auf einem Meteorologiemodell, wie es auch zur numerischen Wettervorhersage verwendet wird. Dieses Modell wird jedoch für die Klimamodellierung modifiziert und erweitert, um alle Erhaltungsgrößen korrekt abzubilden. Oftmals wird dabei ein Ozeanmodell, ein Schnee- und Eismodell für die Kryosphäre und ein Vegetationsmodell für die Biosphäre angekoppelt.
Die meisten Modelle werden an realen Klimaverläufen der Gegenwart und der Vergangenheit kalibriert, so dass sie nicht nur aktuelle Entwicklungen, sondern beispielsweise auch die Klimazyklen über mehrere 100.000 Jahre weitgehend korrekt nachbilden können. Somit wurde es möglich, den charakteristischen Ablauf der Quartären Eiszeit mit ihren Warm- und Kaltphasen, einschließlich der Milanković-Zyklen, des Treibhauseffekts und der Eis-Albedo-Rückkopplung, auf ein solides theoretisches Fundament zu stellen. Allerdings bestehen für Projektionen künftiger Klimaentwicklungen über Jahrhunderte oder länger große Unsicherheiten hinsichtlich möglicher Rückkopplungsprozesse, vor allem in Verbindung mit den Kippelementen im Erdsystem, sodass es selbst unter Einbeziehung der Klimageschichte beziehungsweise paläoklimatologisch ermittelter Daten schwierig ist, valide Resultate zu erzielen. Ebenso haben dekadische Klimamodellierungen nur eine beschränkte Aussagekraft, da kurzfristig auftretende Schwankungen einen Trend jederzeit überlagern oder verfälschen können.

## Klima in Deutschland

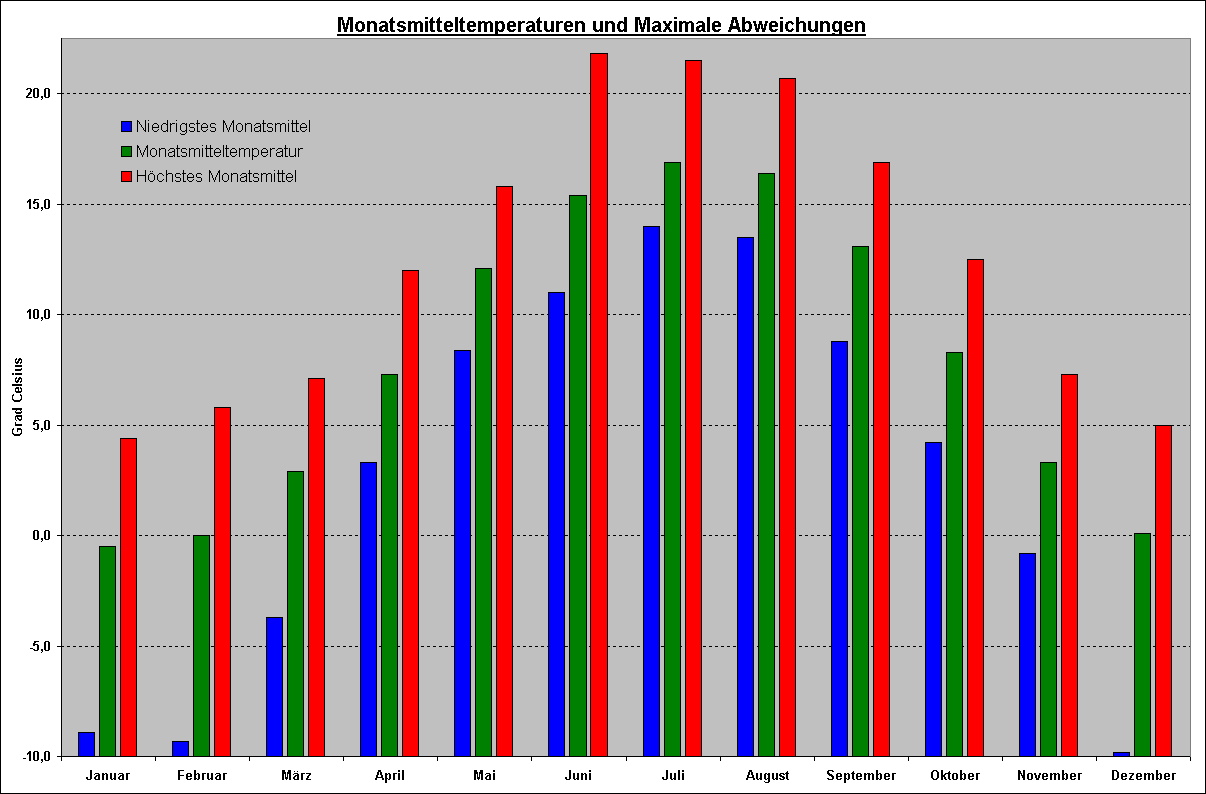
Monatsmitteltemperaturen und monatliche Abweichungen für Deutschland

Deutschland liegt vollständig in der gemäßigten Klimazone Mitteleuropas im Einflussbereich der Westwindzone und somit in der Übergangsregion zwischen dem maritimen Klima in Westeuropa und dem kontinentalen Klima in Osteuropa. Das für die relativ hohe nördliche Breite milde Klima wird unter anderem vom Golfstrom beeinflusst.
Der bundesweite Gebietsmittelwert der Lufttemperatur beträgt im Jahresmittel 8,2 °C (Normalperiode 1961–1990), der niedrigste Monatsdurchschnitt wird mit −0,5 °C im Januar und der höchste mit 16,9 °C im Juli erreicht. Spitzenreiter bei den Jahresdurchschnittstemperaturen ist der Oberrhein-Graben mit über 11 °C, während Oberstdorf, 800 Meter über Meereshöhe gelegen, rund 6 °C verzeichnet. Der kälteste Ort ist der Gipfel der 2962 m hohen Zugspitze mit einer durchschnittlichen Jahrestemperatur von fast −5 °C. Die mittlere jährliche Niederschlagshöhe beträgt 789 mm, die mittleren monatlichen Niederschlagshöhen liegen zwischen 49 mm im Februar und 85 mm im Juni. Die Niederschlagshöhe schwankt in einem Bereich von über 1000 mm in der Alpenregion und den Mittelgebirgen und unter 500 mm im Regenschatten des Harzes zwischen Magdeburg im Norden, Leipzig im Osten und Erfurt im Süden. Generell nimmt die Humidität von West nach Ost ab.
In den letzten Jahrzehnten verzeichnet auch Deutschland einen deutlichen Erwärmungstrend: Nach den Statistiken des Deutschen Wetterdienstes lagen in allen Jahren seit 1988 (ausgenommen 1996 und 2010) die Durchschnittstemperaturen über dem langjährigen Mittel von 8,2 °C. 2014 wurde mit 10,3 °C erstmals ein zweistelliger Jahreswert erreicht, übertroffen nur vom bisherigen Rekordjahr 2018 mit 10,5 °C. Für den Zeitraum 1881 bis 2018 ergibt sich in den Auswertungen des Deutschen Wetterdienst ein Temperaturanstieg für Deutschland um +1,5 °C (linearer Trend). Die Zunahme im Sommer betrug +1,4 °C (1881–2018), im Winter +1,5 °C (1882–2019). Dabei hat sich der Trend in den letzten Jahrzehnten verstärkt. Damit verbunden zeigen Beobachtungen der Pflanzenentwicklung eine Verschiebung der phänologischen Jahreszeiten. Beispielsweise trat die Haselnussblüte, die als Indikator für den phänologischen Vorfrühling definiert ist, im Zeitraum 1991–2010 ca. 12 Tage früher auf als im Zeitraum 1961–1990. Auch Zugvögel bleiben fast einen Monat länger in Deutschland als noch in den 1970er Jahren.

Zeitreihe der Lufttemperaturen in Deutschland 1881 bis 2023 (Deutscher Wetterdienst)

Die tiefste jemals in Deutschland gemessene Temperatur wurde am 24. Dezember 2001 mit −45,9 °C am Funtensee in den Berchtesgadener Alpen registriert. Allerdings handelt es sich hierbei um eine besonders exponierte Lage, da in der abflusslosen Senke über Schneebedeckung ein Kaltluftstau entstehen kann. Der Deutsche Wetterdienst gibt als offiziellen Rekordwert −37,8 °C an, gemessen am 12. Februar 1929 in Hüll (Ortsteil von Wolnzach, Kreis Pfaffenhofen). Nachdem am 24. Juli 2019 die bisher höchste Temperatur mit 40,5 °C im nordrhein-westfälischen Geilenkirchen gemessen wurde, setzten bereits einen Tag später die Wetterstationen Duisburg-Baerl und Tönisvorst mit jeweils 41,2 °C neue Rekordmarken. Ungewöhnlich hohe Temperaturen traten am 25. Juli 2019 auch an einer Reihe anderer Orte auf.
Die sonnigsten Regionen Deutschlands sind in den nördlichen und südlichen Randbereichen des Landes zu finden. Mit 1869 Sonnenstunden pro Jahr ist Kap Arkona auf der Insel Rügen der Rekordhalter für die aktuelle Referenzperiode 1981–2010. Im Süden befinden sich die sonnigsten Regionen am südlichen Oberrhein, in der Region um Stuttgart und im bayerischen Alpenvorland einschließlich der Landeshauptstadt München. In diesen Gebieten werden im Durchschnitt jährlich etwa 1800 Sonnenstunden gemessen. Allerdings ist deren Verteilung im Hinblick auf die Jahreszeiten sehr unterschiedlich: Während an der Ostseeküste die meisten Sonnenstunden im Frühjahr und Sommer auftreten, sind im Süden und besonders im Alpenvorland die Wintermonate deutlich sonniger als in den übrigen Landesteilen.
Witterungsbedingungen wie ausgeprägte Dürren oder Hitzewellen waren bisher aufgrund der ausgleichenden Westwindzone relativ selten, ereigneten sich jedoch im Jahresverlauf 2018 nicht nur in Deutschland, sondern fast überall in Europa, und könnten laut verschiedenen Untersuchungen künftig zunehmen. Ein gegenteiliges Extrem war eine von Ende Januar bis Mitte Februar 2012 dauernde europaweite Kältephase. In den Herbst- und Wintermonaten gibt es immer wieder einzelne Sturm- oder Orkantiefs, die meistens über die Nordsee nach Osten ziehen und vor allem Norddeutschland und die Mittelgebirge treffen, wie zum Beispiel die Orkantiefs Lothar im Dezember 1999 und Kyrill im Januar 2007. Regelmäßig ereignen sich auch Hochwasser, die nach intensiven Niederschlägen im Sommer (Oderhochwasser 1997, Hochwasser in Mitteleuropa 2002) oder nach der Schneeschmelze zu Überschwemmungen mit erheblichem Schadenspotenzial führen können. Dürren betreffen im Normalfall den eher trockenen Nordosten Deutschlands, können jedoch mitunter auf das ganze Land übergreifen, wie während der Hitzewellen 2003, 2015 und 2018.
Weitere Wetterextreme wie Gewitterstürme und Tornados entstehen vorwiegend im Früh- und Hochsommer. Während Süddeutschland schwerpunktmäßig von Hagelunwettern heimgesucht wird, nimmt die Tornadotendenz nach Nordwesten hin leicht zu. Eine Besonderheit sind hierbei die an der Nord- und Ostseeküste hauptsächlich im Spätsommer auftretenden Wasserhosen. Insgesamt ist jährlich mit 30 bis 60 Tornados zu rechnen, in manchen Jahren auch mit deutlich mehr (119 Tornados 2006).

### Begriff und Definition des Klimas
- P. Hupfer: Das Klimasystem der Erde. Akad.-Verlag, Berlin 1991, ISBN 3-05-500712-3.
- K. Bernhardt: Aufgaben der Klimadiagnostik in der Klimaforschung. In: Gerl. Beitr. Geophys. 96, 1987, S. 113–126.
- M. Hantel, H. Kraus, C. D. Schönwiese: Climate definition. Springer Verlag, Berlin 1987, ISBN 3-540-17473-7.
- M. Hogger: Climatypes. Hogger Verlag, Ainring 2007.
- Christoph Buchal, Christian-Dietrich Schönwiese: Klima. Die Erde und ihre Atmosphäre im Wandel der Zeiten. Hrsg.: Wilhelm und Else Heraeus-Stiftung, Helmholtz-Gemeinschaft Deutscher Forschungszentren. 2. Auflage. Hanau 2012, ISBN 978-3-89336-589-0.
- Christian-Dietrich Schönwiese: Klimatologie. 4., überarbeitete und aktualisierte Auflage. UTB, Stuttgart 2013, ISBN 978-3-8252-3900-8.
- Eva Horn: Klima : eine Wahrnehmungsgeschichte. Frankfurt am Main: S. Fischer, 2024. ISBN 978-3-10-397432-4.

### Klimageschichte und natürlicher Klimawandel
- Elmar Buchner, Norbert Buchner: Klima und Kulturen. Die Geschichte von Paradies und Sintflut. Greiner Verlag, Remshalden 2005, ISBN 3-935383-84-3.
- Karl-Heinz Ludwig: Eine kurze Geschichte des Klimas. Von der Entstehung der Erde bis heute. Verlag C. H. Beck, München 2006, ISBN 3-406-54746-X.
- Wolfgang Behringer: Kulturgeschichte des Klimas. Von der Eiszeit bis zur globalen Erwärmung. Verlag C. H. Beck, München, ISBN 978-3-406-52866-8.
- Tobias Krüger: Die Entdeckung der Eiszeiten – Internationale Rezeption und Konsequenzen für das Verständnis der Klimageschichte. Schwabe-Verlag, Basel 2008, ISBN 978-3-7965-2439-4.
- Heinz Wanner: Klima und Mensch. Eine 12.000-jährige Geschichte. Haupt Verlag, Bern 2016, ISBN 978-3-258-07879-3.

### Klimafaktor Mensch
- Enzyklopädie der Natur. Die Geheimnisse der Natur entdecken, entschlüsseln, erklären. Orbis Verlag, 1992, ISBN 3-572-01284-8, S. 84/85.
- Tim Flannery: Wir Wettermacher, Wie die Menschen das Klima verändern und was das für unser Leben auf der Erde bedeutet. Fischer Verlag, 2006, ISBN 3-10-021109-X.
- Claudia Kemfert: Die andere Klima-Zukunft: Innovation statt Depression Murmann-Verlag, Hamburg 2008, ISBN 978-3-86774-047-0.
- David Goeßmann: Kurs Klimakollaps. Das große Versagen der Politik. Das Neue Berlin 2021, ISBN 978-3-360-01364-4.